# Зелена соба
Зелена соба (енгл. Green Room) амерички је хорор филм из 2015. године, режисера Џеремија Солнијеа, са Антоном Јелчином, Имоџен Путс, Алијом Шокат, Џоом Колом, Калумом Тарнером и Патриком Стјуартом у главним улогама. Радња прати панк рок бенд, чији чланови постају сведоци убиства које се догодило у њиховој зеленој соби.
Упркос позитивним критикама и бројним наградама са филмских фестивала у Торонту, Остину и Бостону, као и номинацији за Награду Емпајер у категорији најбољег хорор филма, филм није остварио комерцијални успех зарадивши само 3,8 милиона долара, насупрот буџету од 5 милиона долара. Критичари сајта Rotten Tomatoes оценили су га са високих 91% и описали као „веома напет хорор-трилер са необичном интелигенцијом и одличном глумом”. Премијерно је приказан 17. маја 2015, на Филмском фестивалу у Кану.

## Радња
Пет, Сем, Ричи и Тигар чине панк рок бенд, који пролази кроз тежак период у потрази за наступима. Помоћу једног од својих обожавалаца коначно успевају да уговоре један наступ у скинхед бару изван Портланда. По завршетку наступа, враћају се у зелену собу где постају сведоци убиства. Власник бара одлучује да их убије како би прикрио убиство које је починио његов пријатељ, док Амбер, пријатељица убијене девојке, помаже групи да побегне...

## Улоге
| Глумац             | Улога         |
| ------------------ | ------------- |
| Антон Јелчин       | Пет           |
| Имоџен Путс        | Амбер         |
| Алија Шокат        | Сем           |
| Џо Кол             | Ричи          |
| Калум Тарнер       | „Тигар”       |
| Патрик Стјуарт     | Дарси Банкер  |
| Мејкон Блер        | Гејб          |
| Марк Вебер         | Данијел       |
| Кај Ленокс         | Кларк         |
| Ерик Еделстин      | Велики Џастин |
| Дејвид Томпсон     | Тед           |
| Брент Верцнер      | Верм          |
| Тејлор Рене Кембел | Емили         |
| Семјуел Самер      | Џонатан       |
| Мејсон Најт        | Кајл          |
| Џејкоб Кеш         | бармен        |